# Taylor Wilde
Shantelle Larissa Malawski, meglio conosciuta come Taylor Wilde (Toronto, 26 gennaio 1986), è una wrestler canadese sotto contratto con Total Nonstop Action Wrestling.

## Carriera
È stata la prima Knockout ad aver sconfitto Awesome Kong (allora imbattuta) conquistando il TNA Knockouts Championship. Secondo la storyline Taylor Wilde, dopo essere scelta a caso tra il pubblico, al suo secondo tentativo, nell'Open Challenge di Awesome Kong, riesce nell'impresa di battere la campionessa in carica, conquistando il titolo e 25 000 dollari il 7 luglio del 2008. Dopo aver difeso il titolo diverse volte lo perderà contro la stessa Kong il 23 ottobre 2008 nella prima puntata in HD di Impact!.
Dopo circa un anno, il 20 settembre 2009, conquista insieme a Sarita il neo nato TNA Knockouts Tag Team Championship dopo un torneo, sconfiggendo le Beautiful People (Angelina Love e Velvet Sky) al pay-per-view No Surrender. 
In cima alla categoria verranno sconfitte da Awesome Kong e Hamada il 4 gennaio 2010. Taylor tornerà a vincere il titolo 5 mesi dopo, proprio con Hamada, ma in seguito i titoli verranno resi vacanti per il licenziamento di quest'ultima.
Nei primi mesi del 2011 la canadese si ritirerà per tornare ai suoi studi accademici.

## Mosse
- Molte variazioni di Suplex
- Combinazione di Springboard Dropkick (Sarita) e Bridging German Suplex (Wilde)

## Titoli e riconoscimenti
- Total Nonstop Action Wrestling
  - TNA Knockouts Tag Team Championship (2) - con Sarita (1) e Hamada (1)
  - TNA Knockouts Championship (1)